# Scotussa brachyptera
Scotussa brachyptera är en insektsart som beskrevs av Cigliano och Ronderos 1994. Scotussa brachyptera ingår i släktet Scotussa och familjen gräshoppor. Inga underarter finns listade i Catalogue of Life.